# Lanz (Brandenburgia)
Lanz – gmina w Niemczech, w kraju związkowym Brandenburgia, w powiecie Prignitz, wchodzi w skład związku gmin Amt Lenzen-Elbtalaue.

## Części gminy
- Bernheide
- Gadow
- Jagel
- Lütkenwisch
- Sterbitz
- Wustrow